# Astragalus roseocalycinus
Astragalus roseocalycinus är en ärtväxtart som beskrevs av Victoria Ann Matthews. Astragalus roseocalycinus ingår i släktet vedlar, och familjen ärtväxter. Inga underarter finns listade i Catalogue of Life.